# 애덤 재멀 크레이그
애덤 재멀 크레이그(Adam Jamal Craig)는 미국의 배우이다.